# 上等步枪兵
上等步枪兵（Oberschütze）是一个德国军衔，最初于19世纪末由巴伐利亚陆军采用。上等步枪兵军衔以及其平级军衔在大约1920年时被引入威瑪防衛軍，后被德意志國防軍采用，一直沿用至1945年。但在1934年10月至1936年10月期间，未有一人被晋升为上等步枪兵。